# Michael Jacobs
Michael Edward Jacobs (Rothwell, 4 novembre 1991) è un calciatore inglese, attaccante del Chesterfield.

## Carriera
Cresciuto nel settore giovanile del Northampton Town, dopo tre stagioni trascorse in prima squadra il 26 giugno 2012 si trasferisce al Derby County, con cui firma un triennale. L'11 novembre 2013 passa in prestito bimestrale al Wolverhampton, che lo acquista in seguito a titolo definitivo. Poco utilizzato nel corso della sua seconda stagione con i Wolves, il 12 marzo 2015 viene ceduto a titolo temporaneo al Blackpool. Il 27 luglio seguente viene acquistato dal Wigan, con cui si lega fino al 2018. Affermatosi fin da subito come titolare nel ruolo, il 16 ottobre 2017 prolunga fino al 2020 con i Latics.

## Statistiche

### Presenze e reti nei club
Statistiche aggiornate al 22 ottobre 2020.
| Stagione                | Squadra                 | Campionato              | Campionato | Campionato | Coppe nazionali | Coppe nazionali | Coppe nazionali | Coppe continentali | Coppe continentali | Coppe continentali | Altre coppe | Altre coppe | Altre coppe | Totale | Totale | Totale |
| Stagione                | Squadra                 | Comp                    | Pres       | Reti       | Comp            | Pres            | Reti            | Comp               | Pres               | Reti               | Comp        | Pres        | Reti        | Pres   | Reti   |        |
| ----------------------- | ----------------------- | ----------------------- | ---------- | ---------- | --------------- | --------------- | --------------- | ------------------ | ------------------ | ------------------ | ----------- | ----------- | ----------- | ------ | ------ | ------ |
| 2009-2010               | Northampton Town        | FL2                     | 0          | 0          | FACup+CdL       | 0+0             | 0               | -                  | -                  | -                  | FLT         | 2           | 0           | 2      | 0      |        |
| 2010-2011               | Northampton Town        | FL2                     | 41         | 5          | FACup+CdL       | 2+4             | 1+2             | -                  | -                  | -                  | FLT         | 1           | 0           | 48     | 8      |        |
| 2011-2012               | Northampton Town        | FL2                     | 46         | 6          | FACup+CdL       | 1+2             | 0               | -                  | -                  | -                  | FLT         | 1           | 1           | 50     | 7      |        |
| Totale Northampton Town | Totale Northampton Town | Totale Northampton Town | 87         | 11         |                 | 9               | 3               |                    | -                  | -                  |             | 4           | 1           | 100    | 15     |        |
| 2012-2013               | Derby County            | FLC                     | 38         | 2          | FACup+CdL       | 2+1             | 0               | -                  | -                  | -                  | -           | -           | -           | 41     | 2      |        |
| ago.-nov. 2013          | Derby County            | FLC                     | 3          | 0          | FACup+CdL       | 0+3             | 0+1             | -                  | -                  | -                  | -           | -           | -           | 6      | 1      |        |
| Totale Derby County     | Totale Derby County     | Totale Derby County     | 41         | 2          |                 | 6               | 1               |                    | -                  | -                  |             | -           | -           | 47     | 3      |        |
| nov. 2013-2014          | Wolverhampton           | FL1                     | 30         | 8          | FACup+CdL       | -               | -               | -                  | -                  | -                  | FLT         | -           | -           | 30     | 8      |        |
| 2014-2015               | Wolverhampton           | FLC                     | 12         | 0          | FACup+CdL       | 0+1             | 0               | -                  | -                  | -                  | -           | -           | -           | 13     | 0      |        |
| Totale Wolverhampton    | Totale Wolverhampton    | Totale Wolverhampton    | 42         | 8          |                 | 1               | 0               |                    | -                  | -                  |             | -           | -           | 43     | 8      |        |
| mar.-apr. 2015          | Blackpool               | FLC                     | 5          | 1          | FACup+CdL       | -               | -               | -                  | -                  | -                  | -           | -           | -           | 5      | 1      |        |
| 2015-2016               | Wigan                   | FL1                     | 35         | 10         | FACup+CdL       | 1+1             | 0               | -                  | -                  | -                  | FLT         | 1           | 0           | 38     | 10     |        |
| 2016-2017               | Wigan                   | FLC                     | 43         | 3          | FACup+CdL       | 2+1             | 0               | -                  | -                  | -                  | -           | -           | -           | 46     | 3      |        |
| 2017-2018               | Wigan                   | FL1                     | 44         | 12         | FACup+CdL       | 6+0             | 0               | -                  | -                  | -                  | FLT         | 0           | 0           | 50     | 12     |        |
| 2018-2019               | Wigan                   | FLC                     | 22         | 4          | FACup+CdL       | 0+0             | 0               | -                  | -                  | -                  | -           | -           | -           | 22     | 4      |        |
| 2019-2020               | Wigan                   | FLC                     | 32         | 3          | FACup+CdL       | 0+0             | 0               | -                  | -                  | -                  | -           | -           | -           | 32     | 3      |        |
| Totale Wigan            | Totale Wigan            | Totale Wigan            | 176        | 32         |                 | 11              | 0               |                    | -                  | -                  |             | 1           | 0           | 156    | 29     |        |
| 2020-2021               | Portsmouth              | FL1                     | 6          | 1          | FACup+CdL       | -               | -               | -                  | -                  | -                  | EFLT        | -           | -           | 6      | 1      |        |
| Totale carriera         | Totale carriera         | Totale carriera         | 357        | 55         |                 | 27              | 4               |                    | -                  | -                  |             | 5           | 1           | 389    | 57     |        |

## Palmarès

### Club

#### Competizioni nazionali
- Football League One: 3

Wolverhampton: 2013-2014
Wigan: 2015-2016, 2017-2018
- National League: 1

Chesterfield: 2023-2024